# ستيف غودال
ستيف غودال (بالإنجليزية: Steve Goodall) هو دراج أسترالي، ولد في 28 أكتوبر 1956 في بوندابيرج في أستراليا.

## وصلات خارجية
- ستيف غودال على موقع أرشيف الدراجات (الإنجليزية)
- ستيف غودال على موقع أوليمبيديا (الإنجليزية)
- ستيف غودال على موقع اللجنة الأولمبية الأسترالية (الإنجليزية)